# 투르크메니스탄 공산당
투르크메니스탄 공산당(러시아어: Коммунистическая партия Туркменистана; 투르크멘어: Türkmenistanyň Kommunistik Partiýasy)은 투르크멘 소비에트 사회주의 공화국의 공산당이다. 1985년부터 사파르무라트 니야조프가 이끌었으며, 1991년 12월 16일 소련이 해체되는 과정에서 니야조프는 투르크메니스탄 민주당으로 투르크메니스탄 공산당을 개편하였다. 현재 투르크메니스탄 공산당은 독립 후 니야조프 대통령 재임 기간 동안 불법으로 만들어졌으며 여전히 금지돼 있다.

## 역사
1985년부터 그는 사파르무라트 니야조프가 이끌었다. 1991년 11월, 소련의 쿠데타 실패 후, 그 정당은 해산되었고, 투르크메니스탄 공산당으로 대체되었는데, 투르크메니스탄 공산당은 현재 계속 불법화 되어 있다.

## 법적 지위
1991년 12월 16일, 투르크메니스탄 공산당 총회는 투르크메니스탄 공산당의 활동 종료와 또 다른 정치 조직인 투르크메니스탄 민주당을 기반으로 한 창당에 대해 450표의 절대 다수로 찬성표를 던졌다.

## 같이 보기
- 소련 공산당